# Келдиш Мстислав Всеволодович
Мстисла́в Все́володович Ке́лдиш (рос. Мстислав Всеволодович Келдыш; 28 січня (10 лютого) 1911, Рига — 24 червня 1978, Москва) — радянський математик та механік, головний теоретик космонавтики, організатор науки. Академік АН СРСР (від 1946 року). Президент АН СРСР у 1961—1975 роках. Тричі Герой Соціалістичної Праці (1956, 1961, 1971). Член ЦК КПРС у 1961—1978 роках. Депутат Верховної Ради СРСР 6—9-го скликань.

## Життєпис
М. В. Келдиш народився 28 січня (10 лютого) 1911 року в Ризі.
Після закінчення фізико-математичного факультету Московського університету (1931) працював у Центральному аерогідродинамічному інституті, потім у Московському університеті (професор з 1937), Математичному інституті ім. В. А. Стеклова. Член ВКП(б) з 1949 року.
З 1953 очолював Інститут прикладної математики АН СРСР. У своїх роботах продовжував і розвивав традиції російської школи математиків і механіків — П. Л. Чебишова, М. Є. Жуковського, С. А. Чаплигіна. Організатор досліджень з найважливіших науково-технічних проблем. У галузі аерогідродинаміки одержав фундаментальні результати в теорії несталих рухів крила, теорії руху тіл під поверхнею рідини і теорії обтікання тіл стисливою рідиною. Вперше встановив появу тягнучої сили при певних коливаннях крила. Велике значення мають роботи Келдиша, пов'язані з вирішенням проблеми флаттера (коливань і автоколивань авіаційних конструкцій), які наприкінці 1930-х років стали перешкодою в розвитку швидкісної авіації. Дослідження Келдиша не тільки дозволили створити надійні методи розрахунку на флаттер і розробити практичні заходи боротьби з ним, але і стали основоположними в новому напрямку науки про міцність авіаційних конструкцій. Роботи Келдиша в галузі аеродинаміки великих швидкостей мали важливе значення для розвитку реактивної авіації. Келдишем також знайдені прості конструктивні рішення для усунення явища шиммі — самозбудних коливань носового колеса шасі літака.
З ім'ям Келдиша пов'язаний розвиток у СРСР сучасної обчислювальної математики. Створення цієї науки визначило основні фундаментальні досягнення нашого часу, і в першу чергу в авіаційній, атомній та космічній техніці, в розгортанні і проведення космічних досліджень. У середині 1950-х років створив спеціальні групи, що розробляли проблеми виведення космічних апаратів на навколоземні орбіти, траси польотів до Місяця і планет. Ці роботи, що проводилися в тісному контакті із С. П. Корольовим, мали велике значення для розвитку і успіхів космонавтики. В результаті були здійснені запуск першого у світі штучного супутника Землі, перші польоти космічних ракет до Місяця, фотографування його зворотної сторони і перший політ людини в космос. Під керівництвом Келдиша були здійснені такі історичні досягнення космонавтики, як посилка автоматів на Місяць, доставка на Землю зразків місячного ґрунту, висадка самохідних апаратів на поверхню Місяця, створення орбітальних комплексів типу «Салют» — «Союз» — «Прогрес», дослідження Венери і Марса. Він приділяв також велику увагу використанню космосу і космічних апаратів у практичних і народногосподарських цілях, сприяв розвитку міжнародної співпраці учених у вивченні космосу. Величезний внесок вніс до вирішення проблем ядерної енергетики. Великий внесок вніс Келдиш в організацію міжнародного співробітництва, координацію наукових досліджень соціалістичних країн.
Автор (спільно з М. Я. Маровим) книги «Космічні дослідження» (1981).
М. В. Келдиш — член закордонних академій, багатьох наукових установ і товариств.
Був президентом АН СРСР у 1961—1975 роках
Помер 24 червня 1978 року у Москві. Похований на Червоній площі біля Кремлівської стіни.

## Нагороди
- Тричі Герой Соціалістичної Праці.
- Лауреат Ленінської премії (1957)
- Лауреат Сталінської премії (1942, 1946).
- Нагороджений 7 орденами Леніна, 3 орденами Трудового Червоного Прапора, медалями та іноземними орденами.

## Вшанування пам'яті
Ім'ям  видатного вченого  назване російське науково-дослідне судно "Академік Мстислав Келдиш" та астероїд 2186 Келдиш.